# Magne Hoseth
Magne Hoseth (Averøy, 13 de outubro de 1980), é um ex-futebolista norueguês que atuava como meia-atacante. Atualmente treina o KÍ Klaksvík.
Como jogador, disputou 22 partidas pela Seleção Norueguesa de Futebol.